# N’Wala (Issawane)
N’Wala (auch: I-n-Wala, Wala) ist ein Dorf in der Landgemeinde Issawane in Niger.

## Geographie
Das von einem traditionellen Ortsvorsteher (chef traditionnel) geleitete Dorf befindet sich rund 13 Kilometer westlich des Hauptorts Issawane der gleichnamigen Landgemeinde, die zum Departement Mayahi in der Region Maradi gehört. Eine weitere Siedlung in der Umgebung von N’Wala ist Digaba im Südwesten.
Es herrscht das Klima der Sahelzone vor, mit einer durchschnittlichen jährlichen Niederschlagsmenge zwischen 300 und 400 mm.

## Bevölkerung
Bei der Volkszählung 2012 hatte N’Wala 1315 Einwohner, die in 140 Haushalten lebten. Bei der Volkszählung 2001 betrug die Einwohnerzahl 989 in 120 Haushalten und bei der Volkszählung 1988 belief sich die Einwohnerzahl auf 1074 in 152 Haushalten.
Die Bevölkerungsdichte in diesem Gebiet ist für nigrische Verhältnisse hoch.

## Wirtschaft und Infrastruktur
Das Gebiet der Ebenen im südlichen Teil der Region Maradi, in dem N’Wala liegt, ist von einer anhaltenden Degradation der ackerbaulichen Flächen gekennzeichnet, die mit der hohen Bevölkerungsdichte in Zusammenhang steht. Im Dorf ist ein Gesundheitszentrum des Typs Centre de Santé Intégré (CSI) vorhanden. Es gibt eine Schule.